# Rape Me
Rape Me, que en català vol dir viola'm, és una cançó del grup d'estil grunge, Nirvana. És la quarta cançó i el segon senzill, juntament amb All Apologies, del disc In Utero, de l'any 1993.

## Història
El cantant i guitarrista del grup nord-americà Nirvana, Kurt Cobain, va escriure la cançó en un apartament de Los Angeles, Califòrnia, el 1991. Eren els moments en què el segon disc del grup, Nevermind, era mesclat. La van interpretar en directe el 18 de juny del 1991 a Santa Cruz, Califòrnia, i durant els tres anys següents la van tocar en la majoria dels concerts. Les primeres versions en directe tenien un solo dissonant i gairebé improvisat: l'antisolo o solo de soroll. Sonava després del segon cor, però el van reemplaçar per un pont en la versió final.
A l'octubre del 1992, a Seattle, Washington, els Nirvana van enregistrar la cançó en un estudi per primera vegada, i en Jack Endino els va fer d'assistent. Un mes abans, el grup la va voler tocar després de la cançó Tourette's, que llavors s'anomenava New Poopy, als MTV Video Music Awards de Los Angeles, però el canal de televisió tenia paüra pel contingut de la lletra de la cançó i va insistir per tal que el grup toqués preferiblement Smells Like Teen Spirit. Els Nirvana van acceptar de tocar la cançó Lithium, però abans varen començar amb els primers acords de Rape Me. Per això hi va haver una part de la presentació que va ser eliminada en les transmissions posteriors de la cerimònia.
Finalment, el febrer del 1993, van enregistrar Rape Me amb Steve Albini per al disc In Utero. Van llançar la cançó amb All Apologies com a segon senzill del disc a final del 1993 i principi del 1994. També van planejar de fer un vídeo musical que no van arribar a fer mai, en part perquè la MTV va dir que no el transmetria. El fet curiós és que uns anys després de la mort d'en Cobain, la MTV va començar a fer circular una interpretació en directe de la cançó que es va enregistrar al programa Saturday Night Live.

## Significat
Rape Me va desfermar la ira de diverses feministes en el llançament de In Utero, el 1993, però en Cobain, que s'autoproclamà com a feminista, va dir en diverses entrevistes que la cançó era en contra de les violacions. A més, va dir que en la cançó hi havia justícia poètica, «en la qual un home que viola a una dona és enviat a la presó, lloc on acaba essent violat». Malgrat aquestes declaracions, en llançar In Utero, a les botigues Wal-Mart i Kmart, van censurar el títol de la cançó i el van canviar per Waif Em. Un nom còmic que en Cobain va triar intencionadament. També va voler dir-la Sexually Assault Me. Sovint la cançó es veu com una seqüela de Polly, del disc Nevermind, en el qual la narració d'en Cobain és des del punt de vista d'un violador.
Moltes vegades en Cobain deia que havia escrit la cançó Rape Me abans de l'ascensió a la fama dels Nirvana i que per tant, en la cançó no podia haver-hi cap comentari cínic sobre la fama, tal com molts havien suggerit en el moment del llançament de In Utero. Tot i això, sembla que el pont de la cançó, que es va escriure després, tingui referències directes sobre aquest tema, la fama, amb la qual en Cobain va tenir problemes. Sembla que la frase «my favorite inside source»  la meva font interna preferida, es refereix a uns antics amics que van donar informació a la revista Vanity Fair. La revista va mostrar una mala imatge d'en Cobain i la seva muller, la Courtney Love, el setembre del 1992. A més, sembla que la frase «I'm not the only one» jo no sóc l'únic, era una manera de dir que la seva filla i la seva companya s'exposaven al mateixos perills que patia ell.

## Altres versions
- Es va llançar la versió original en la recopilació de 2002 Nirvana
- La versió enregistrada a Saturday Night Live el 25 de setembre de 1993 apareix en la recopilació Saturday Night Live: The Musical Performances, Volum 2, i en el DVD, Saturday Night Live: 25 Years of Music, Volume 4.
- La mostra enregistrada a l'octubre del 1992 és en el box set del 2004 With the Lights Out
- Una mostra acústica, aparentment enregistrada en el temps en què Nevermind era mesclat, també surt a With the Lights Out
- Aquestes últimes 2 versions van ser rellançades en la compilació del 2005 Sliver - The Best of the Box.

## Versions d'altres artistes
- El grup de versions Richard Cheese va fer-ne una de Rape Me en el disc Lounge Against the Machine i també el grup de grunge Alice in Chains que al final sembla que se'n mofin.
- En un episodi de la dinovena temporada dels Simpson, en Homer canvia el quartet per una banda de grunge anomenada Sadgasm. Aquests toquen una cançó anomenada Shave Me, Afaita'm, que és una paròdia de Rap Me.
- En el mateix capítol dels Simpson, Weird Al fa una paròdia de la cançó d'Homer i la titula Brain Freeze, que vol dir cervell congelat.
- La banda mexicana underground Syrrosys obre el seu canal amb una interpretació d'aquesta cançó, en la qual es respecta molt el so original. Hi inclouen una portada especial que canvia la temàtica del senzill per la crítica política.

## Llocs a les llistes
| Any  | Cançó                 | Llista                         | Lloc    |
| ---- | --------------------- | ------------------------------ | ------- |
| 1993 | Rape Me               | Llista de Hawaii               | Núm. 3  |
| 1994 | Rape Me               | Llista de Letònia              | Núm. 12 |
| 1994 | Rape Me               | Llista d'Eslovàquia            | Núm. 16 |
| 1993 | All Apologies/Rape Me | Llista oficial de França       | Núm. 20 |
| 1993 | All Apologies/Rape Me | Llista oficial de Nova Zelanda | Núm. 20 |
| 1993 | All Apologies/Rape Me | Llista oficial d'Irlanda       | Núm. 20 |
| 1993 | All Apologies/Rape Me | Llista oficial del Regne Unit  | Núm. 32 |
| 1993 | All Apologies/Rape Me | Llista oficial d'Austràlia     | Núm. 58 |
| 1993 | All Apologies/Rape Me | Top 100 del Brasil             | Núm. 94 |